# 勒安格莱
勒安格莱（法語：Le Hinglé，法語發音：[lə ɛ̃ɡle]）是法国阿摩尔滨海省的一个市镇，位于该省东部，属于迪南区。

## 地理
勒安格莱（48°23'34"N, 2°4'42"W）面积3.37 平方千米，位于法国布列塔尼大區阿摩尔滨海省，该省份为法国西北部沿海省份，位于布列塔尼半岛北部，北濒大西洋英吉利海峡，西接菲尼斯泰尔省，南至莫尔比昂省，东临伊勒-维莱讷省。
与勒安格莱接壤的市镇（或旧市镇、城区）包括：博比塔勒、布吕斯维利、特雷夫龙。

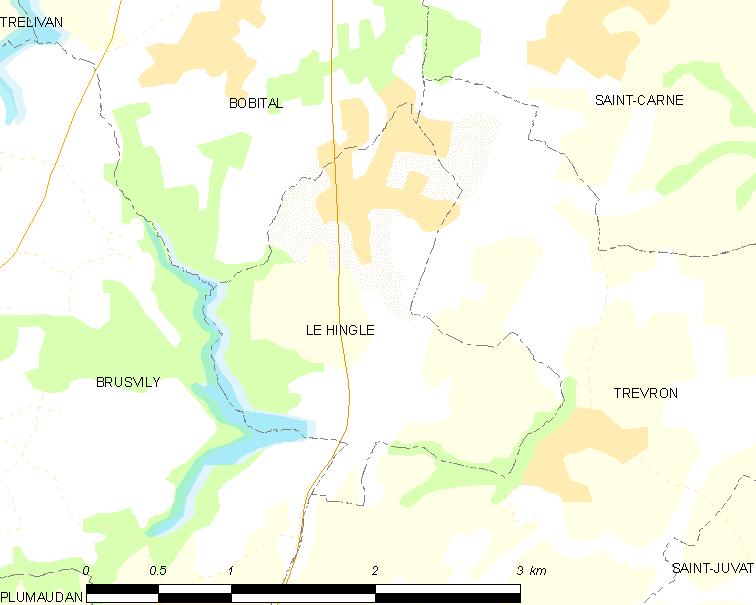
勒安格莱的OSM定位图

勒安格莱的时区为UTC+01:00、UTC+02:00（夏令时）。

## 行政
勒安格莱的邮政编码为22100，INSEE市镇编码为22082。

## 政治
勒安格莱所属的省级选区为朗瓦莱县。

## 人口

1962-2008年间勒安格莱人口变化图示

勒安格莱于2022年1月1日时的人口数量为912人。